# 2019년 12월
| 2019년: 1월 · 2월 · 3월 · 4월 · 5월 · 6월 · 7월 · 8월 · 9월 · 10월 · 11월 · 12월 |

| \| 2019년 12월 1일 (일요일) \| \| 편집 \| |  |      |
|                                           |  |      |
| 2019년 12월 1일 (일요일)                  |  | 편집 |

| 2019년 12월 1일 (일요일) |  | 편집 |

| \| 2019년 12월 2일 (월요일) \| \| 편집 \| |  |      |
|                                           |  |      |
| 2019년 12월 2일 (월요일)                  |  | 편집 |

| 2019년 12월 2일 (월요일) |  | 편집 |

| \| 2019년 12월 3일 (화요일) \| \| 편집 \| |  |      |
|                                           |  |      |
| 2019년 12월 3일 (화요일)                  |  | 편집 |

| 2019년 12월 3일 (화요일) |  | 편집 |

| \| 2019년 12월 4일 (수요일) \| \| 편집 \| |  |      |
|                                           |  |      |
| 2019년 12월 4일 (수요일)                  |  | 편집 |

| 2019년 12월 4일 (수요일) |  | 편집 |

| \| 2019년 12월 5일 (목요일) \| \| 편집 \| |  |      |
|                                           |  |      |
| 2019년 12월 5일 (목요일)                  |  | 편집 |

| 2019년 12월 5일 (목요일) |  | 편집 |

| \| 2019년 12월 6일 (금요일) \| \| 편집 \| |  |      |
|                                           |  |      |
| 2019년 12월 6일 (금요일)                  |  | 편집 |

| 2019년 12월 6일 (금요일) |  | 편집 |

| \| 2019년 12월 7일 (토요일) \| \| 편집 \| |  |      |
|                                           |  |      |
| 2019년 12월 7일 (토요일)                  |  | 편집 |

| 2019년 12월 7일 (토요일) |  | 편집 |

| \| 2019년 12월 8일 (일요일) \| \| 편집 \| |  |      |
|                                           |  |      |
| 2019년 12월 8일 (일요일)                  |  | 편집 |

| 2019년 12월 8일 (일요일) |  | 편집 |

| \| 2019년 12월 9일 (월요일) \| \| 편집 \| |  |      |
| 경제와 비즈니스 - 대한민국의 기업인 김우중 전 대우 회장이 숨졌다. 스포츠 - 미국 야구 명예의 전당: 명예의 전당 원로위원회는 투표를 통하여 테드 시먼스(Ted Simmons, 세인트루이스 카디널스 포수)와 메이저리그 선수 노조(MLBPA) 초대 위원장인 마빈 밀러(Marvin Miller, 1917~2012)를 헌액자로 선정하였다. |  |      |
| 2019년 12월 9일 (월요일) |  | 편집 |

| 2019년 12월 9일 (월요일) |  | 편집 |

| \| 2019년 12월 10일 (화요일) \| \| 편집 \| |  |      |
|                                            |  |      |
| 2019년 12월 10일 (화요일)                  |  | 편집 |

| 2019년 12월 10일 (화요일) |  | 편집 |

| \| 2019년 12월 11일 (수요일) \| \| 편집 \| |  |      |
| 경제와 비즈니스 - 미국 연방준비제도(연준, FRB)가 연방공개시장위원회 정례회의를 열고, 만장일치로 금리 동결을 결정하였다. 현행 기준 금리는 1.50~1.75% 수준이다. 연준은 2019년도 들어 7월 31일과 9월 18일, 10월 30일에 세 차례 연속으로 금리를 인하한 바 있다. |  |      |
| 2019년 12월 11일 (수요일) |  | 편집 |

| 2019년 12월 11일 (수요일) |  | 편집 |

| \| 2019년 12월 12일 (목요일) \| \| 편집 \| |  |      |
| 정치와 선거 - 2019년 영국 총선: 영국에서 총선이 실시되었다. 개표 결과 보리스 존슨 총리가 이끄는 보수당이 365석으로 과반이 넘는 의석을 차지한 것으로 나타났다. |  |      |
| 2019년 12월 12일 (목요일) |  | 편집 |

| 2019년 12월 12일 (목요일) |  | 편집 |

| \| 2019년 12월 13일 (금요일) \| \| 편집 \| |  |      |
|                                            |  |      |
| 2019년 12월 13일 (금요일)                  |  | 편집 |

| 2019년 12월 13일 (금요일) |  | 편집 |

| \| 2019년 12월 14일 (토요일) \| \| 편집 \|                      |  |      |
| 경제와 비즈니스 - 대한민국의 기업인 구자경 전 LG 회장이 숨졌다. |  |      |
| 2019년 12월 14일 (토요일)                                       |  | 편집 |

| 2019년 12월 14일 (토요일) |  | 편집 |

| \| 2019년 12월 15일 (일요일) \| \| 편집 \| |  |      |
|                                            |  |      |
| 2019년 12월 15일 (일요일)                  |  | 편집 |

| 2019년 12월 15일 (일요일) |  | 편집 |

| \| 2019년 12월 16일 (월요일) \| \| 편집 \| |  |      |
|                                            |  |      |
| 2019년 12월 16일 (월요일)                  |  | 편집 |

| 2019년 12월 16일 (월요일) |  | 편집 |

| \| 2019년 12월 17일 (화요일) \| \| 편집 \|                                                                              |  |      |
| 정치와 선거 - 대한민국의 국무총리: 대한민국 문재인 대통령이 이낙연 국무총리의 후임자에 정세균 전 국회의장을 지명하였다. |  |      |
| 2019년 12월 17일 (화요일)                                                                                               |  | 편집 |

| 2019년 12월 17일 (화요일) |  | 편집 |

| \| 2019년 12월 18일 (수요일) \| \| 편집 \| |  |      |
| 정치와 선거 - 제1차 도널드 트럼프 대통령 탄핵 소추 - 도널드 트럼프 대통령 탄핵안이 미국 하원에서 통과되었다. 미국 역사상 앤드루 존슨(1868년), 빌 클린턴(1998년)에 이은 세 번째 탄핵이다. - 하원에서 권력 남용(찬성 230표, 반대 196표)과 의회 방해(찬성 229표, 반대 198표) 두 가지 혐의에 대한 탄핵안이 가결되었으며, 이후 미국 상원에서 둘 중 하나만 가결되어도 트럼프 대통령은 탄핵된다. |  |      |
| 2019년 12월 18일 (수요일) |  | 편집 |

| 2019년 12월 18일 (수요일) |  | 편집 |

| \| 2019년 12월 19일 (목요일) \| \| 편집 \|                                                                                     |  |      |
| 정치와 선거 - 2019년 도널드 트럼프 대통령 탄핵 조사: 도널드 트럼프 대통령에 대한 탄핵소추안이 미국 하원 본회의에서 통과되었다. |  |      |
| 2019년 12월 19일 (목요일) |  | 편집 |

| 2019년 12월 19일 (목요일) |  | 편집 |

| \| 2019년 12월 20일 (금요일) \| \| 편집 \| |  |      |
| 문화와 예술 - 스타워즈: 시리즈의 마지막 에피소드인 《스타워즈: 라이즈 오브 스카이워커》가 북미에서 개봉하였다. 시리즈 첫 작품은 42년 전인 1977년 개봉한 《스타워즈》이다. |  |      |
| 2019년 12월 20일 (금요일) |  | 편집 |

| 2019년 12월 20일 (금요일) |  | 편집 |

| \| 2019년 12월 21일 (토요일) \| \| 편집 \| |  |      |
|                                            |  |      |
| 2019년 12월 21일 (토요일)                  |  | 편집 |

| 2019년 12월 21일 (토요일) |  | 편집 |

| \| 2019년 12월 22일 (일요일) \| \| 편집 \| |  |      |
|                                            |  |      |
| 2019년 12월 22일 (일요일)                  |  | 편집 |

| 2019년 12월 22일 (일요일) |  | 편집 |

| \| 2019년 12월 23일 (월요일) \| \| 편집 \| |  |      |
|                                            |  |      |
| 2019년 12월 23일 (월요일)                  |  | 편집 |

| 2019년 12월 23일 (월요일) |  | 편집 |

| \| 2019년 12월 24일 (화요일) \| \| 편집 \| |  |      |
|                                            |  |      |
| 2019년 12월 24일 (화요일)                  |  | 편집 |

| 2019년 12월 24일 (화요일) |  | 편집 |

| \| 2019년 12월 25일 (수요일) \| \| 편집 \| |  |      |
|                                            |  |      |
| 2019년 12월 25일 (수요일)                  |  | 편집 |

| 2019년 12월 25일 (수요일) |  | 편집 |

| \| 2019년 12월 26일 (목요일) \| \| 편집 \| |  |      |
|                                            |  |      |
| 2019년 12월 26일 (목요일)                  |  | 편집 |

| 2019년 12월 26일 (목요일) |  | 편집 |

| \| 2019년 12월 27일 (금요일) \| \| 편집 \|                                      |  |      |
| 사건 - 카자흐스탄에서 여객기가 이륙 직후 추락하여, 12명이 숨지고 54명이 다쳤다. |  |      |
| 2019년 12월 27일 (금요일)                                                       |  | 편집 |

| 2019년 12월 27일 (금요일) |  | 편집 |

| \| 2019년 12월 28일 (토요일) \| \| 편집 \| |  |      |
| 무력 충돌과 공격 - 소말리아 모가디슈에서 폭탄 테러가 발생해 최소 83명이 숨진 것으로 알려졌다. 무장 단체 알샤바브는 자신들이 벌인 일이라고 주장하였다. |  |      |
| 2019년 12월 28일 (토요일) |  | 편집 |

| 2019년 12월 28일 (토요일) |  | 편집 |

| \| 2019년 12월 29일 (일요일) \| \| 편집 \| |  |      |
|                                            |  |      |
| 2019년 12월 29일 (일요일)                  |  | 편집 |

| 2019년 12월 29일 (일요일) |  | 편집 |

| \| 2019년 12월 30일 (월요일) \| \| 편집 \| |  |      |
|                                            |  |      |
| 2019년 12월 30일 (월요일)                  |  | 편집 |

| 2019년 12월 30일 (월요일) |  | 편집 |

| \| 2019년 12월 31일 (화요일) \| \| 편집 \| |  |      |
| 법과 범죄 - 배임 혐의로 일본 사법당국의 수사를 받던 카를로스 곤 전 르노 닛산 회장이 레바논으로 도주한 것으로 알려졌다. 곤은 2019년 4월 체포와 보석을 반복한 끝에, 두 차례에 걸쳐 15억엔의 보석금을 내고, 출금 금지 등의 조건으로 보석을 허가받은 상태였다. 한편, 일본과 레바논 양국 간에는 범죄인 인도 조약이 체결되지 않은 것으로 알려졌다. - 베네수엘라 북서부 술리아주 카비마스의 교도소에서 폭동이 발생, 최소 10여 명의 재소자가 숨졌다. 해당 교정시설은 23일에도 폭동이 발생해 6명이 숨진 것으로 알려졌다. |  |      |
| 2019년 12월 31일 (화요일) |  | 편집 |

| 2019년 12월 31일 (화요일) |  | 편집 |

| <           | 2019년 12월 | 2019년 12월 | 2019년 12월 | 2019년 12월  | 2019년 12월 | >          |
| 일          | 월          | 화          | 수          | 목           | 금          | 토         |
| 1 11.5 임신 | 2 6 계유    | 3 7 갑술    | 4 8 을해    | 5 9 병자     | 6 10 정축   | 7 11 무인  |
| 8 12 기묘   | 9 13 경진   | 10 14 신사  | 11 15 임오  | 12 16 계미   | 13 17 갑신  | 14 18 을유 |
| 15 19 병술  | 16 20 정해  | 17 21 무자  | 18 22 기축  | 19 23 경인   | 20 24 신묘  | 21 25 임진 |
| 22 26 계사  | 23 27 갑오  | 24 28 을미  | 25 29 병신  | 26 12.1 정유 | 27 2 무술   | 28 3 기해  |
| 29 4 경자   | 30 5 신축   | 31 6 임인   |             |              |             |            |

| - 2019년 - 11월 - 12월 - 2020년 - 1월 편집하기 |